# Vojvodina (лист)
Vojvodina је лист Буњевачко-шокачке странке у Сомбору чији је први број изашао 30. јула 1927. године. Власник, уредник и издавач листа је био Ернест Бошњак.

## Историјат
На буњевачком језику су штампана гласила углавном политичке садржине. Значајна су због тога што су писана на матерњем говору Буњеваца и представљају сведочанство о једној специфичној националној култури. Такав је случај и са листом Vojvodina који је имао углавном политички садржај. После дуге паузе у излажењу листова на буњевачком језику, године 1927. излази Vojvodina чији је власник, уредник и издавач био Ернест Бошњак.
Vojvodina је била политички лист Буњевачко-шокачке странке. 

## Периодичност  и ток излажења
Лист је излазио недељно.

## Место и време издавања
Сомбор, од 30. јула 1927. године -